# Primeira Liga de 2000–01
A Primeira Liga de 2000–01 foi a 67.ª edição do Campeonato Português de Futebol.

## Análise
O Boavista foi o campeão nacional pela primeira vez na sua história.
O Boavista, liderado por Jaime Pacheco, conseguiu um feito único ao conseguir ao ser a segunda equipa portuguesa (Belenenses em 1945/1946) a ser campeão sem ser dos "Três Grandes". Os axadrezados conseguiam assim, após vencerem 5 taças e 3 supertaças, o maior troféu nacional. O campeonato do Boavista foi marcado, desde do início, por uma forte aproximação à frente do campeonato e, após venceram o FC Porto no fim de 1.ª volta e chegarem à liderança, os axadrezados conseguiram segurar a liderança e sagrarem-se campeões nacionais.
O FC Porto, que mantinha Fernando Santos, não conseguiu recuperar o título nacional, apesar de ter competido pelo título praticamente até ao final. Com este falhanço, os portistas ficavam dois anos seguidos sem ganhar um campeonato, algo que não acontecia desde da década de 80.
O Sporting, campeão em título, nunca conseguiu intrometer-se na luta pelo bicampeonato. A falta de regularidade dos sportinguistas e a mudança constante de treinadores (3 treinadores) não ajudaram para manter o título que havia sido recuperado 18 anos depois.
Por fim, o Benfica foi a grande desilusão ao ficar-se pelo 6.º lugar, a pior classificação da história dos encarnados. Com um plantel de fraca qualidade, a incrível dispensa do capitão João Vieira Pinto, a mudança diretiva e a constante mudança de treinadores em nada ajudaram os benfiquistas que assim viam confirmado o declínio iniciado em 1994 e, pela primeira vez desde da década de 50, ficavam fora das competições europeias.

## Equipas

### Equipas Participantes
| Equipa              | Treinador         | Estádio                           | Cidade              |
| ------------------- | ----------------- | --------------------------------- | ------------------- |
| Sporting CP         | Augusto Inácio    | Estádio José Alvalade             | Lisboa              |
| FC Porto            | Fernando Santos   | Estádio das Antas                 | Porto               |
| SL Benfica          | Jupp Heynckes     | Estádio da Luz                    | Lisboa              |
| Boavista            | Jaime Pacheco     | Estádio do Bessa                  | Porto               |
| Gil Vicente         | Álvaro Magalhães  | Estádio Adelino Ribeiro Novo      | Barcelos            |
| Marítimo            | Nelo Vingada      | Estádio dos Barreiros             | Funchal             |
| Vitória SC          | Paulo Autuori     | Estádio D. Afonso Henriques       | Guimarães           |
| Estrela da Amadora  | Quinito           | Estádio José Gomes                | Amadora             |
| SC Braga            | Manuel Cajuda     | Estádio 1.º de Maio               | Braga               |
| UD Leiria           | Manuel José       | Estádio Dr. Magalhães Pessoa      | Leiria              |
| Alverca             | Jesualdo Ferreira | Complexo Desportivo de Alverca    | Alverca do Ribatejo |
| Belenenses          | Marinho Peres     | Estádio do Restelo                | Lisboa              |
| Campomaiorense      | Carlos Manuel     | Estádio Capitão César Correia     | Campo Maior         |
| Farense             | Manuel Balela     | Estádio de São Luís               | Faro                |
| Salgueiros          | Vítor Manuel      | Estádio Engenheiro Vidal Pinheiro | Porto               |
| Paços de Ferreira   | José Mota         | Estádio da Mata Real              | Paços de Ferreira   |
| Beira-Mar           | António Sousa     | Estádio Mário Duarte              | Aveiro              |
| Desportivo das Aves | Prof. Neca        | Estádio do CD Aves                | Vila das Aves       |

### Mudanças de Treinador durante a época
| Equipa              | Treinador Despedido | Data de Saída | Posição | Treinador Contratado | Data de Entrada |
| ------------------- | ------------------- | ------------- | ------- | -------------------- | --------------- |
| SL Benfica          | Jupp Heynckes       | 18/09/2000    | 7.º     | José Mourinho        | 20/09/2000      |
| Estrela da Amadora  | Quinito             | 31/10/2000    | 16.º    | Carlos Brito         | 01/11/2000      |
| Campomaiorense      | Carlos Manuel       | 06/11/2000    | 16.º    | Diamantino Miranda   | 07/11/2000      |
| Vitória SC          | Paulo Autuori       | 18/11/2000    | 12.º    | Álvaro Magalhães     | 19/11/2000      |
| Gil Vicente         | Álvaro Magalhães    | 19/11/2000    | 17.º    | Luis Campos          | 21/11/2000      |
| Desportivo das Aves | Prof. Neca          | 03/12/2000    | 16.º    | Carlos Carvalhal     | 04/12/2000      |
| Sporting CP         | Augusto Inácio      | 04/12/2000    | 4.º     | Fernando Mendes      | 07/12/2000      |
| SL Benfica          | José Mourinho       | 05/12/2000    | 6.º     | Toni                 | 06/12/2000      |
| Sporting CP         | Fernando Mendes     | 21/01/2001    | 3.º     | Manuel Fernandes     | 22/01/2001      |
| Vitória SC          | Álvaro Magalhães    | 26/02/2001    | 14.º    | Augusto Inácio       | 27/01/2001      |

## Classificações
| Pos | Equipe                  | Pts | J  | V  | E  | D  | GP | GC | SG  | Classificação ou descenso                                                            |
| --- | ----------------------- | --- | -- | -- | -- | -- | -- | -- | --- | ------------------------------------------------------------------------------------ |
| 1   | Boavista (C)            | 77  | 34 | 23 | 8  | 3  | 63 | 22 | +41 | Qualificação para a primeira fase de grupos da Liga dos Campeões da UEFA de 2001–02  |
| 2   | Porto                   | 76  | 34 | 24 | 4  | 6  | 73 | 27 | +46 | Qualificação para a segunda pré-eliminatória da Liga dos Campeões da UEFA de 2001–02 |
| 3   | Sporting                | 62  | 34 | 19 | 5  | 10 | 56 | 37 | +19 | Qualificação para a primeira fase da Copa da UEFA de 2001–02                         |
| 4   | Braga                   | 57  | 34 | 16 | 9  | 9  | 58 | 48 | +10 |                                                                                      |
| 5   | União de Leiria         | 56  | 34 | 15 | 11 | 8  | 46 | 41 | +5  |                                                                                      |
| 6   | Benfica                 | 54  | 34 | 15 | 9  | 10 | 54 | 44 | +10 |                                                                                      |
| 7   | Belenenses              | 52  | 34 | 14 | 10 | 10 | 43 | 36 | +7  |                                                                                      |
| 8   | Beira-Mar               | 49  | 34 | 14 | 7  | 13 | 45 | 49 | −4  |                                                                                      |
| 9   | Paços de Ferreira       | 48  | 34 | 12 | 12 | 10 | 47 | 39 | +8  |                                                                                      |
| 10  | Salgueiros              | 43  | 34 | 13 | 4  | 17 | 41 | 55 | −14 |                                                                                      |
| 11  | Marítimo                | 43  | 34 | 12 | 7  | 15 | 34 | 37 | −3  | Qualificação para a fase de qualificação da Copa da UEFA de 2001–02                  |
| 12  | Alverca                 | 43  | 34 | 12 | 7  | 15 | 45 | 52 | −7  |                                                                                      |
| 13  | Farense                 | 39  | 34 | 10 | 9  | 15 | 37 | 47 | −10 |                                                                                      |
| 14  | Gil Vicente             | 37  | 34 | 10 | 7  | 17 | 34 | 41 | −7  |                                                                                      |
| 15  | Vitória de Guimarães    | 36  | 34 | 9  | 9  | 16 | 41 | 49 | −8  |                                                                                      |
| 16  | Campomaiorense (R)      | 32  | 34 | 7  | 11 | 16 | 29 | 58 | −29 | Rebaixamento para a Liga de Honra de 2001–02                                         |
| 17  | Desportivo das Aves (R) | 22  | 34 | 4  | 10 | 20 | 31 | 68 | −37 | Rebaixamento para a Liga de Honra de 2001–02                                         |
| 18  | Estrela da Amadora (R)  | 19  | 34 | 4  | 7  | 23 | 30 | 57 | −27 | Rebaixamento para a Liga de Honra de 2001–02                                         |

1. ↑  Marítimo qualifica-se para a Taça UEFA como vice-campeão da Taça de Portugal

## Resultados
| Mandante \ Visitante | ALV | BEM | BEL | BEN | BOA | BRA | CPM | DAV | EST | FAR | GVI | MAR | PAÇ | POR | SAL | SCP | ULE | VGU |
| -------------------- | --- | --- | --- | --- | --- | --- | --- | --- | --- | --- | --- | --- | --- | --- | --- | --- | --- | --- |
| Alverca              | —   | 0–1 | 0–3 | 2–1 | 1–2 | 4–1 | 2–1 | 5–1 | 3–1 | 0–1 | 2–0 | 0–0 | 2–0 | 1–3 | 0–3 | 3–1 | 0–1 | 1–3 |
| Beira-Mar            | 0–0 | —   | 2–2 | 1–3 | 2–4 | 3–0 | 0–0 | 1–0 | 3–3 | 0–2 | 1–0 | 2–0 | 1–0 | 0–3 | 3–2 | 0–1 | 3–1 | 3–2 |
| Belenenses           | 1–0 | 0–1 | —   | 1–0 | 2–2 | 2–1 | 1–1 | 5–0 | 0–3 | 4–2 | 1–3 | 1–0 | 0–0 | 2–0 | 2–0 | 1–1 | 1–1 | 1–0 |
| Benfica              | 0–2 | 4–1 | 1–0 | —   | 0–0 | 2–2 | 2–0 | 5–1 | 2–1 | 2–1 | 0–0 | 3–0 | 2–3 | 2–1 | 1–1 | 3–0 | 3–2 | 1–0 |
| Boavista             | 5–1 | 1–0 | 2–0 | 1–0 | —   | 1–2 | 3–1 | 3–0 | 1–0 | 1–0 | 2–0 | 3–1 | 1–0 | 1–0 | 5–0 | 1–0 | 4–0 | 4–1 |
| Braga                | 1–1 | 3–3 | 2–0 | 3–1 | 1–0 | —   | 4–0 | 2–0 | 1–1 | 3–0 | 3–1 | 2–1 | 2–2 | 2–1 | 2–0 | 3–2 | 3–5 | 1–0 |
| Campomaiorense       | 0–4 | 0–2 | 0–1 | 1–1 | 0–0 | 1–1 | —   | 0–0 | 4–1 | 1–0 | 1–0 | 2–2 | 2–1 | 0–5 | 2–3 | 1–0 | 1–1 | 0–1 |
| Desportivo das Aves  | 0–0 | 2–3 | 0–1 | 4–4 | 1–2 | 2–1 | 2–2 | —   | 3–2 | 3–1 | 1–0 | 1–1 | 1–1 | 0–1 | 0–3 | 3–4 | 1–1 | 0–3 |
| Estrela da Amadora   | 1–2 | 1–1 | 0–2 | 1–2 | 0–0 | 0–1 | 4–0 | 0–0 | —   | 1–2 | 2–1 | 0–1 | 1–1 | 2–3 | 1–0 | 1–2 | 1–2 | 0–2 |
| Farense              | 2–0 | 1–2 | 3–1 | 2–2 | 2–2 | 1–0 | 1–3 | 1–0 | 2–0 | —   | 1–1 | 1–2 | 2–4 | 1–3 | 2–1 | 2–1 | 1–1 | 1–1 |
| Gil Vicente          | 1–2 | 3–0 | 2–1 | 3–0 | 0–2 | 1–1 | 1–1 | 1–0 | 0–0 | 0–0 | —   | 2–0 | 3–1 | 2–2 | 0–2 | 0–2 | 2–0 | 4–1 |
| Marítimo             | 2–1 | 2–1 | 1–2 | 3–0 | 1–1 | 2–0 | 3–0 | 2–1 | 2–1 | 1–1 | 1–0 | —   | 1–1 | 0–1 | 0–1 | 0–2 | 2–1 | 1–0 |
| Paços de Ferreira    | 2–2 | 3–2 | 2–2 | 0–0 | 0–2 | 4–2 | 0–1 | 2–0 | 4–1 | 1–1 | 2–0 | 2–1 | —   | 1–0 | 1–1 | 0–0 | 0–0 | 0–1 |
| Porto                | 6–0 | 2–0 | 0–0 | 2–0 | 4–0 | 3–2 | 3–1 | 4–0 | 2–1 | 2–0 | 2–0 | 1–0 | 2–1 | —   | 5–1 | 2–2 | 3–0 | 2–0 |
| Salgueiros           | 3–1 | 0–1 | 2–0 | 1–2 | 1–5 | 3–4 | 0–0 | 2–1 | 1–0 | 0–0 | 0–1 | 1–0 | 1–0 | 0–1 | —   | 2–5 | 1–4 | 2–1 |
| Sporting             | 1–1 | 2–1 | 2–1 | 3–0 | 0–0 | 1–2 | 2–1 | 2–0 | 1–0 | 1–0 | 3–1 | 1–0 | 1–3 | 0–1 | 2–0 | —   | 4–0 | 3–1 |
| União de Leiria      | 2–0 | 1–0 | 1–1 | 1–1 | 0–0 | 0–0 | 4–1 | 1–1 | 2–0 | 2–0 | 1–0 | 1–0 | 1–4 | 3–1 | 2–1 | 2–0 | —   | 1–1 |
| Vitória de Guimarães | 2–2 | 1–1 | 1–1 | 0–4 | 1–2 | 0–0 | 3–0 | 2–2 | 4–0 | 1–0 | 3–1 | 1–1 | 0–1 | 2–2 | 1–2 | 1–4 | 0–1 | —   |

## Melhores Marcadores
| CI. | Jogador              | Equipa            | Golos |
| --- | -------------------- | ----------------- | ----- |
| 1   | Pena                 | FC Porto          | 22    |
| 2   | Pierre van Hooijdonk | Benfica           | 19    |
| 3   | Rafael               | Paços de Ferreira | 17    |
| 3   | João Tomás           | Benfica           | 17    |
| 4   | Hassan               | Farense           | 16    |
| 6   | Fehér                | SC Braga          | 14    |
| 6   | Acosta               | Sporting          | 14    |
| 8   | Marcão               | Belenenses        | 13    |
| 8   | Derlei               | UD Leiria         | 13    |
| 10  | Zé Roberto           | SC Braga          | 12    |

## Média de Espectadores
| Clube             | Média  | +/-   |
| ----------------- | ------ | ----- |
| Benfica           | 27.206 | 1,8%  |
| Sporting          | 19.000 | 34,1% |
| FC Porto          | 17.776 | 19,3% |
| SC Braga          | 11.941 | 48,2% |
| V. Guimarães      | 7.748  | 10,3% |
| Boavista          | 6.294  | 13,0% |
| Marítimo          | 5.353  | 27,8% |
| Beira-Mar         | 4.765  | Novo  |
| Belenenses        | 4.412  | 12,0% |
| Farense           | 4.059  | 1,5%  |
| Paços de Ferreira | 3.500  | Novo  |
| Alverca           | 3.441  | 43,7% |
| Salgueiros        | 3.382  | 8,7%  |
| UD Leiria         | 3.265  | 37,6% |
| CD Aves           | 3.176  | Novo  |
| Campomaiorense    | 3.088  | 18,6% |
| Gil Vicente       | 2.412  | 31,1% |
| E. Amadora        | 2.059  | 36,4% |
| TOTAL             | 7.382  | 14,5% |
| Fonte             | [ 3 ]  | [ 3 ] |

## Campeão

### Plantel Campeão
| Pos.   | N             | Jogador         | Idade | Jogos | Golos |
| ------ | ------------- | --------------- | ----- | ----- | ----- |
| GR     | 1             | Ricardo         | 25    | 28    | -     |
| GR     | 12            | William         | 32    | 7     | -     |
| GR     | 24            | Khadim          | 30    | -     | -     |
| D      | 2             | Rui Óscar       | 25    | 23    | 1     |
| D      | 23            | Frechaut        | 23    | 21    | 1     |
| D      | 6             | Erivan          | 26    | 27    | 1     |
| D      | 15            | Quevedo         | 30    | 16    | 1     |
| D      | 4             | Sérgio Carvalho | 24    | 2     | -     |
| D      | 5             | Pedro Emanuel   | 26    | 27    | -     |
| D      | 7             | Jorge Silva     | 25    | 20    | 1     |
| D      | 17            | Litos           | 27    | 33    | 5     |
| D      | 29            | Marçal          | 26    | 1     | -     |
| M      | 3             | Rui Bento       | 29    | 29    | -     |
| M      | 25            | Petit           | 24    | 26    | 3     |
| M      | 13            | Emanuel         | 25    | -     | -     |
| M      | 14            | Geraldo         | 28    | 9     | 1     |
| M      | 18            | Pedro Santos    | 24    | 23    | 2     |
| M      | 21            | Gouveia         | 28    | 8     | -     |
| M      | 37            | Sánchez         | 32    | 33    | 9     |
| A      | 8             | Duda            | 27    | 33    | 10    |
| A      | 10            | Moreira         | 22    | -     | -     |
| A      | 16            | Martelinho      | 26    | 30    | 4     |
| A      | 19            | Rogério         | 26    | 7     | 2     |
| A      | 20            | Jorge Couto     | 30    | 17    | 3     |
| A      | 9             | Demétrios       | 30    | 6     | -     |
| A      | 11            | Silva           | 25    | 21    | 11    |
| A      | 30            | Whelliton       | 28    | 28    | 7     |
|        |               |                 |       |       |       |
| T      | Jaime Pacheco | Jaime Pacheco   | 42    |       |       |
| Fonte: |               |                 |       |       |       |